# Светски дан особа са аутизмом
Светски дан особа са аутизмом се међународно обележава 2. априла сваке године, подстичући државе чланице Организације уједињених нација да предузму мере за подизање свести о људима са спектар аутистичним поремећајем, укључујући аутизам и aспергеров синдром широм света. Означен је одлуком генералне скупштине Организације уједињених нација 62/139. Светски дан особа са аутизмом већина је усвојила 1. новембра 2007. године, а остали 18. децембра исте године. Предложио га је представник Уједињених нација из Катара, Моза бинт Насер, супруга Хамад ибн Халифа, емира државе Катар, подржан је од стране свих земаља чланица.
Ова одлукa је усвојена без гласања у генералнoj скупштини Организације уједињених нација, углавном као додатак претходним иницијативама УН-а за унапређење људских права.
Светски дан особа са аутизмом један је од само седам званичних здравствених дана Уједињених нација. Дан је намењен окупљању организација широм света које су намењене аутизму, са циљем да помогну истраживању, дијагнози, лечењу и прихватању оних који болују од аутизма.

## Компоненте
Првобитна одлукa имала је четири главне компоненте:
- успостављање другог априла као Светског дана свести о аутизму,[6] почев од 2008.
- позив државама чланицама и другим релевантним организацијама Уједињених нација или међународном друштвеном систему, укључујући невладине организације и приватни сектор, да креирају иницијативе за подизање јавне свести о аутизму
- подстиче државе чланице да подигну свест о аутизму на свим нивоима друштва
- тражи од генералног секретара Организације уједињених нација да ову поруку пренесе државама чланицама и свим осталим организацијама Уједињених нација[7]

## Теме
Током протеклих година, сваки Светски дан свести о аутизму фокусирао се на одређену тему коју су одредиле Уједињенe нацијe.
- 2012: „Покретање званичног печата за подизање свести Уједињених нација“[8]
- 2013: „Прослава способности у оквиру инвалидности аутизма“[9]
- 2014: „Отварање врата инклузивном образовању“[10]
- 2015: „Запошљавање: предност аутизма“[11]
- 2016: „Аутизам и агенда 2030: Инклузија и неуродиверзитет“[12]
- 2017: „Ка аутономији и самоопредељењу“[13]
- 2018: „Оснаживање жена и девојака са аутизмом“[14]
- 2019: „Помоћне технологије, активно учешће“[15]
- 2020: „Прелазак у одрасло доба“[16]

## Исходи

### Америка
Године 2015, председник Обама је истакао неке од иницијатива које је америчка влада предузимала како би доделила права особама са аутизмом и подигла свест о овом поремећају. Између осталог истакао је и Закон о приступачној нези, који забрањује компанијама здравственог осигурања да ускрате покривање на основу постојећих стања као што је аутизам. Такође је истакао недавни Закон о збрињавању аутизма из 2014. године, који пружа обуку вишег нивоа за оне који служе грађанима у спектру аутизма.